# Дискретен логаритъм
Дискретният логаритъм е прекъсната математическа функция, аналог на логаритъма, но заемаща само целочислени стойности.
Дискретният логаритъм logb a се дефинира като цялото число k, за което bk = a, където a and b са елементи на произволна алгебрична група. За някои частни случаи дискретните логаритми могат да бъдат лесно изчислявани, но не е известен ефективен метод за изчисляването им в общия случай. Тази особеност се използва от някои важни алгоритми за асиметричен шифър, като криптосхемата на Ел-Гамал – тяхната надеждност се основава на допускането за голяма изчислителна сложност на решението на дискретния логаритъм върху добре подбрани групи.